# یزویتس
یزویتس (به آلمانی: Jesewitz) یک شهر در آلمان است که در Eilenburg-West management association واقع شده‌است. یزویتس ۳٬۰۱۷ نفر جمعیت دارد.